# 520 a.C.

## Eventos
- 65a olimpíada:[1]
  - Anocas de Tarento, vencedor do estádio.
  - Introduzida a corrida de hoplitas; o primeiro vencedor foi Damareto de Heraea.
- Os judeus reiniciam a reconstrução do templo de Jerusalém, sob as ordens de Dario.[2] A reconstrução do templo havia começado em 534 a.C., durante o reinado de Ciro, o Grande, mas havia sido interrompida depois de intrigas feitas a Ciro pelos inimigos dos judeus.[3]
- Diógenes, filósofo natural de Creta, discípulo de Anaximenes, floresce por volta deste ano.[4]

## Nascimentos
- Píndaro, o poeta (data aproximada, baseada no Suidas).[2][5]